# Lotnisko Fort MacKay/Albian
Lotnisko Lotnisko Fort MacKay/Albian (IATA: JHL, TC LID: CAL4) – lotnisko położone 15 km na północny wschód od miasteczka Fort MacKay oraz około 3 km na południowy zachód od wioski Albian w prowincji Alberta w Kanadzie. Wioska Albian została zbudowana przez Shell Canada na potrzeby mieszkaniowe pracowników kopalni Jack Pine Mine. Pas startowy rutynowo obsługuje statki powietrzne Boeing 737, przywożące pracowników kontraktowych kopalni, jak również codzienne połączenie samolotem Dornier z Edmonton i Calgary.